# Еммануель Шедаль
Еммануель Шедаль (фр. Emmanuel Chedal, * 15 січня 1983, Мутьє, Франція) — французький стрибун на лижах з трампліна. У кубку Світу — з 1999 року. Найкращий результат — 3-є місце на етапі кубку світу у Норвегії — здобув у індивідуальних змаганнях на високому трампліні.
На Олімпійських іграх в Солт-Лейк Сіті у командних змаганнях на високому трампліні був десятим, а в особистій першості зайняв 28-е місце. Найкращий фініш на чемпіонаті світу був у Лібереці 2009, на чемпіонаті світу з польотів на лижах — у Оберстдорфі 2008. В обох випадках посів почесне 8 місце.

## Олімпійські ігри

### Індивідуальні
- 2002 Солт-Лейк-Сіті (США)  28 місце (K-120)
- 2010 Ванкувер (Канада)  24 місце (К-195), 13 місце (К-125)

### Командні
- 2002 Солт-Лейк-Сіті (США)  10 місце[1]
- 2010 Ванкувер (Канада)  9 місце[2]

## Чемпіонат світу з лижних видів спорту

### Індивідуальні
- 2001 Лахті  34 місце (K-120), 48-е (К-90)
- 2005 Обестдорф  26 місце (К-90), 13 місце (К-120)
- 2009 Ліберец  18 місце (К-120)

### Командні
- 2009 Ліберец  8 місце[2]

## Чемпіонат світу з польотів на лижах

### Індивідуальні
- 2002 Гаррахов  19 місце
- 2004 Планіца  18 місце
- 2006 Бадміттендорф  40 місце (останнє)
- 2008 Оберстдорф  24 місце

### Командні
- 2008 Оберстдорф  8 місце

## Кубок світу
- сезон 1999/2000: 70
- сезон 2001/2002: 68
- сезон 2002/2003: 70
- сезон 2003/2004: 35
- сезон 2004/2005: 67
- сезон 2005/2006: 68
- сезон 2006/2007: 70
- сезон 2007/2008: 24
- сезон 2008/2009: 17
- сезон 2009/2010: 15